# Голландский классицизм
Голландский классицизм — историко-региональный художественный стиль, доминировавший в архитектуре Соединённых провинций в период Золотого века (начиная с 1620-х годов по конец XVII века). Расцвет стиля пришёлся на период с 1625 по 1665 годы, а его основными представителями были архитекторы Якоб ван Кампен (1595 — 1657) и Питер Пост (1608 — 1669).

## Архитектура
Согласно одной из концепций, изложенной, в частности, Е. И. Ротенбергом, классицизм как доминирующий архитектурный стиль возобладал в голландской национальной школе ранее, чем в других странах Северной Европы. Этот стиль сочетал в себе элементы итальянского барокко и классицизма с наследием национальной кирпичной архитектуры. Для архитектуры классицизма характерно использование классических ордеров (таких, как тосканский, дорический, ионический, коринфский и композитный). Во время расцвета классицизма элементы стиля, такие как пилястры, классические фронтоны и архивольты, использовались повсеместно. Их можно было встретить как на представительских зданиях, так и на постройках утилитарного назначения .
В стиле голландского классицизма выдержаны «узкие» кирпичные дома Амстердама, сохранившиеся в голландской столице с XVII века. Эти особняки облицованы белым камнем и снабжены декоративными фронтонами. Здания, выполненные в этом стиле, могли повлиять на архитектурные вкусы Петра I, в то время когда он жил и учился в Нидерландах (подробнее см. петровское барокко).

### Здания
- Амстердамская ратуша
- Амеронген (замок)
- Хемстеде (замок)
- Хет Лоо
- Ворст
- Круглая лютеранская церковь
- Маурицхёйс
- Трипенхейс
- Хёйс-тен-Бос

### Архитекторы
- Якоб ван Кампен
- Питер Пост
- Мауриц Пост
- Стивен Веннеколь
- Юстус Винкбонс
- Филипс Винкбонс
- Даниэль Стальпарт
- Адриан Дортсман
- Элиас Боуман
- Виллем Хендриксон де Кейзер
- Саломон де Брай